# Тер-Газарянц, Георгий Арташесович
Гео́ргий Арташе́сович Тер-Газаря́нц (10 марта 1923, Баку — 31 декабря 2023, Москва) — партийный и государственный деятель Армении, СССР и России, дипломат. Чрезвычайный и полномочный посол.

## Биография
Член ВКП(б) с 1942 года. В 1950 году окончил Военно-политическую академию им. В. И. Ленина.
- В 1941—1950 годах — служба в РККА / Советской армии.
- В 1950—1957 годах — первый секретарь ЦК ЛКСМ Армении.
- В 1957—1961 годах — заведующий Отделом ЦК ВЛКСМ по связям с молодёжными организациями социалистических стран.
- С 10 февраля 1961 по 3 марта 1966 года — секретарь ЦК Компартии Армении.
- В 1961—1973 годах — член Военного Совета 7-й гвардейской армии (Закавказский военный округ).
- В 1962—1973 годах — член Военного Совета Бакинского округа противовоздушной обороны.
- С 5 марта 1966 по 22 марта 1973 года — второй секретарь ЦК КП Армении[2].
- С 30 апреля 1973 по 4 июля 1981 года — чрезвычайный и полномочный посол СССР в Сенегале и Гамбии по совместительству[3][4].
- С 4 июля 1981 по 18 марта 1987 года — чрезвычайный и полномочный посол СССР в Зимбабве[5].
- В 1987—2004 годах — первый заместитель председателя правления Всесоюзного агентства по охране авторских прав (ВААП), председатель правления и вице-президент Российского авторского общества (РАО).

Член Центральной ревизионной комиссии КПСС (1966—1976). Избирался депутатом Верховного Совета Армении, членом Президиума Верховного Совета Армении.
Скончался 31 декабря 2023 года в Москве. Урна с прахом захоронена в колумбарии на Ваганьковском кладбище города Москвы.

## Награды
- Орден Октябрьской Революции;
- Орден Отечественной войны I степени (6 апреля 1985);
- Два ордена Трудового Красного Знамени (9 марта 1973, …);
- Орден «Знак Почёта» (1960);
- Медаль «За отвагу» (27 декабря 1942);
- Медаль «За оборону Кавказа» (10 ноября 1944);
- Медаль «За победу над Германией в Великой Отечественной войне 1941—1945 гг.» (9 мая 1945);
- Медаль Мхитара Гоша (3 сентября 2011, Армения) — по случаю 20-летия независимости Республики Армения наградить его за значительный вклад в дело защиты Армении, за заслуги перед Родиной, а также за большой вклад в укрепление дружбы между Республикой Армения и зарубежных стран[8][9].
- «Серебряный крест» Союза армян России — за выдающиеся достижения в области науки, связанной с изучением историко-политического и международно-правовых аспектов признания и ликвидации последствий геноцида армян[10].